# Zeluroides
Zeluroides is een geslacht van wantsen uit de familie van de Reduviidae (Roofwantsen). Het geslacht werd voor het eerst wetenschappelijk beschreven door Herman Lent & Petr Wolfgang Wygodzinsky in 1948.

## Soorten
Het genus bevat de volgende soorten:

- Zeluroides americanus Lent & Wygodzinsky, 1948
- Zeluroides mexicanus Lent & Wygodzinsky, 1948